# Верушув (гміна)
Гміна Верушув (пол. Gmina Wieruszów) — місько-сільська гміна у центральній Польщі. Належить до Верушовського повіту Лодзинського воєводства.
Станом на 31 грудня 2011 у гміні проживало 14349 осіб.

## Площа
Згідно з даними за 2007 рік площа гміни становила 97.13 км², у тому числі:
- орні землі: 68.00%
- ліси: 20.00%

Таким чином, площа гміни становить 16.86% площі повіту.

## Населення
Станом на 31 грудня 2011:
| Опис     | Загалом | Загалом | Чоловіки | Чоловіки | Жінки | Жінки |
| -------- | ------- | ------- | -------- | -------- | ----- | ----- |
| одиниця  | осіб    | %       | осіб     | %        | осіб  | %     |
| все      | 14349   | 100     | 7027     | 48.97    | 7322  | 51.03 |
| міське   | 8766    | 100     | 4255     | 48.54    | 4511  | 51.46 |
| сільське | 5583    | 100     | 2772     | 49.65    | 2811  | 50.35 |

## Сусідні гміни
Гміна Верушув межує з такими гмінами: Баранув, Болеславець, Ґалевіце, Дорухув, Кемпно, Сокольники, Частари.